# Corregimiento de Chillán
La provincia de Chillán, o corregimiento de Chillán, fue una división territorial del Imperio español dentro de la Capitanía General de Chile. 
Fue creada debido a la fundación de la Ciudad de San Bartolomé de Gamboa (1580). Con la fundación de nuevas ciudades y villas su territorio fue disminuyendo. Estaba a cargo de un corregidor, quién presidía el Cabildo de la ciudad.
En 1786, se convierte en Partido de Chillán.